# Copa de la España Libre
La Copa España Libre fue una competición de fútbol disputada en España entre junio y julio de 1937, durante la Guerra Civil. En 2023 la Real Federación Española de Fútbol reconoció el torneo como competición oficial, pasando a ser denominada Copa Presidente de la República-Copa de la España Libre.

La Copa se organizó por iniciativa de Josep Rodríguez Tortajada, presidente del Valencia Football Club. Participaron equipos de Valencia y Cataluña, territorios bajo el control de las autoridades republicanas. La final del torneo tuvo lugar en Barcelona, al suspender el Gobierno Civil de Valencia los encuentros deportivos por motivos de seguridad, entre el Levante Football Club y el Valencia Football Club, y fue proclamado campeón el primero.
La Federación Española de Fútbol, cuyo presidente tras la incautación por el Frente Popular era José María Mengual, envió una circular con fecha del 29 de septiembre de 1936 y firmada por el secretario de la FEF, Ricardo Cabot, a todas las federaciones territoriales y a todos los clubes en la que se les comunicaba que “se suspende la temporada de juego para todas las competiciones oficiales dependientes de la Nacional”. En las actas de la FIFA del año 1937, donde se recoge un informe enviado por la FEF redactado por el secretario de la FEF, Ricardo Cabot, queda manifiesto que no se disputó ninguna competición oficial nacional durante la temporada 1936/37 ni tampoco en la siguiente por acuerdo de la propia FEF. El Congreso de los Diputados debatió en 2007 la naturaleza de la competición ganada por el Levante Unión Deportiva —denominación actual— por si se correspondía con la Copa del Rey, y solicitó a la Real Federación Española de Fútbol, que es el único organismo privado competente de tomar tal decisión, para que efectuara las investigaciones pertinentes y en caso de que la conclusión fuese positiva realizara los trámites tendentes al reconocimiento oficial del título. En 2009, la asamblea de la Real Federación Española de Fútbol votó en contra y no concedió tal reconocimiento tras un informe desfavorable del Centro de Investigaciones de Historia y Estadística del Fútbol Español. Finalmente en 2023 la Federación otorgó el reconocimiento oficial.

## Historia

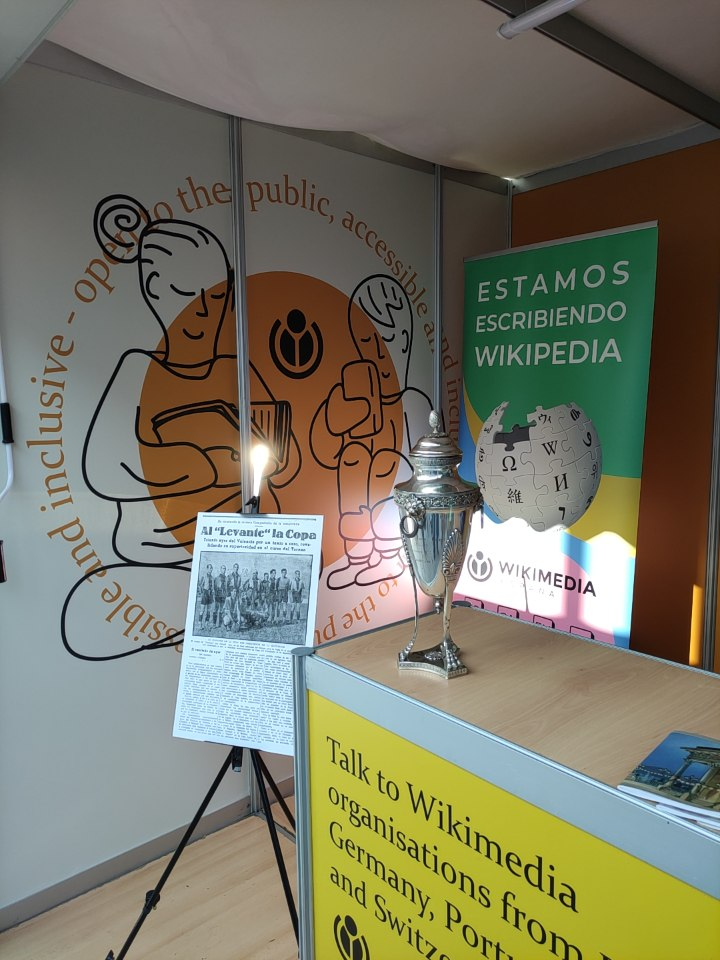
Copa de la España Libre en el stand de Wikimedia durante la Conferencia de ICOM 2023.

La guerra civil española provocó la suspensión de las competiciones de fútbol a nivel estatal por decisión de la nueva junta directiva de la FEF. En la zona republicana se celebraron dos campeonatos regionales (Campeonato de Levante y Campeonato de Cataluña) y una competición entre equipos de las regiones mediterráneas, que recibió el nombre de Liga Mediterránea. Tras el final de esta competición, Josep Rodríguez Tortajada, presidente del Valencia Football Club, propuso la celebración de un torneo entre clubes catalanes y valencianos. Aunque iba a ser denominado Copa Mare Nostrum, finalmente se llamó Copa España Libre – Trofeo Presidente de la República. El 31 de mayo de 1937, El Mundo Deportivo escribió:

“Ya tenemos una Copa de importancia para clausurar con ella la temporada oficial de fútbol. Se ha venido hablando de una Copa de España y con la imposibilidad de organizar una competición que pueda llamarse así por el número y calidad de los clubs participantes, surge la "Copa España Libre" por puntos pero con el anuncio de un partido final a disputar entre los dos clubs [sic.] situados en primero y segundo lugar de la clasificación, después del último match [sic.] de la segunda vuelta.”

Los equipos participantes fueron invitados a la competición por el Valencia F. C. aunque, general y erróneamente, se asegure que consiguieron su participación en función de la clasificación obtenida en la Liga Mediterránea. El Gerona Football Club, el Club Deportivo Español y el Granollers Sport Club se interesaron por el torneo, aunque, finalmente, solo los dos primeros fueron invitados a la Copa, compensando ecomónicamente al equipo de Granollers con los beneficios de taquilla por su exclusión. Inicialmente los otros equipos valencianos, ni Levante FC ni Gimnástico FC mostraron interés por participar, especialmente si había que compensar a los equipos catalanes en sus desplazamientos. Finalmente el Levante FC, reforzado con jugadores del Gimnástico FC, acabó jugando. La competición tuvo dos fases: la primera consistía en una liguilla a doble vuelta entre los cuatro participantes. Por motivos de seguridad el partido de la sexta jornada entre el Valencia F. C. y el Gerona F.C. no pudo disputarse en Mestalla, jugándose finalmente en Barcelona. Por el mismo motivo, la segunda fase, el partido final entre los dos primeros de la liguilla (Levante F. C. - Valencia F. C.) también se disputó en Barcelona. El Levante F. C. resultó ganador de la Copa España Libre tras vencer 1-0.

## Reivindicaciones de oficialidad
En 2007, a raíz de una proposición no de ley presentada por el Grupo Parlamentario Izquierda Unida (España)-Iniciativa per Catalunya Verds dos años antes, el Congreso de los Diputados de España aprobó una Proposición no de ley en la que instaba a la Real Federación Española de Fútbol a estudiar la oficialidad de la competición. Entre otras cuestiones, esta iniciativa pretendía reparar el agravio comparativo que suponía no reconocer como Campeonato de España este título (disputado al inicio de la Guerra Civil, entre equipos de la zona republicana) cuando el Torneo Nacional de Fútbol de 1939 (disputado por equipos de la zona franquista y una vez finalizada la contienda bélica, que conquistó el Sevilla Football Club frente al Racing de Ferrol) gozaba de reconocimiento oficial (unos meses después de su celebración, en diciembre de 1939, fue reconocida por la recién reorganizada FEF como primera Copa del Generalísimo y sucesora de la Copa de la República).
Literalmente, el Congreso aprobó lo siguiente, tal y como consta en el Diario de Sesiones: «Votamos en los términos resultantes de la transacción presentada la proposición no de ley del Grupo Parlamentario de Izquierda Unida-Iniciativa per Catalunya Verds para el reconocimiento de la Copa de la España Libre [sic] o Copa de la República [sic] como legal y oficialmente a todos los efectos. El señor PRESIDENTE: Queda aprobada por unanimidad. El Unión Deportiva Levante ha ganado la Copa de la República  [sic] en el año 1937.» Comentarios e intervenciones al margen, finalmente la Proposición no de Ley del Congreso de los Diputados 161/000588 de la Comisión de Educación y Ciencia de 27 de septiembre de 2007 fue aprobada con el siguiente texto «Proponer a la Federación Española de Fútbol una investigación para la comprobación de la realización del Campeonato de Copa de 1937, la final de Barcelona de ese año y el resultado que dio como vencedor al Levante UD (sic), y si tuviera resultado positivo, el reconocimiento oficial de ese campeonato, participantes y vencedor a todos los efectos», por lo que se hacía obligado un posterior reconocimiento oficial, dependiendo de los resultados de las investigaciones sobre el tema, por parte de la RFEF por razones competenciales, ya que el Congreso de los Diputados no tenía dicha competencia.  Con todo, la prensa dio por hecho tal reconocimiento dando a entender que la RFEF, como organismo privado, no podría negarse a reconocer el título de Copa y estaba en la obligación de acatar lo resuelto por el Congreso de los Diputados.
Sin embargo, y aunque dicho reconocimiento figuraba entre los puntos del orden del día de la asamblea anual de la RFEF, de marzo de 2008, la decisión fue aplazada. Finalmente, en la asamblea celebrada el 10 de julio de 2009, la Federación española acordó por amplia mayoría -132 votos en contra, ninguno a favor y dos abstenciones- rechazar la oficialidad del torneo. Esta decisión se tomó sobre la base de un informe elaborado, a petición de la propia RFEF, por el CIHEFE en el que se concluye que la Copa España Libre fue un torneo amistoso que no había organizado la FEF de la zona republicana y, por tanto, no podría ser considerado como una competición oficial. Esta decisión y el propio informe fueron ampliamente criticados, esencialmente desde el punto de vista político, sin rebatir los argumentos jurídico-deportivos en los que se basaba dicho informe. De forma algo contradictoria, llegado 2013 la propia RFEF aceptaría incluso exponer en su Museo de Historia del Fútbol Español el trofeo conquistado por el Levante U. D.
El Levante U. D. no cejó en su empeño por que se reconociera la oficialidad del torneo y, coincidiendo con su 110.º aniversario, comenzó a preparar una nueva solicitud ante la RFEF. Como principal nuevo argumento, planteó el reconocimiento del título por parte de la propia FIFA amparándose en las actas del organismo internacional de 1937 sobre la situación del fútbol español en 1937. De todas formas, llama la atención que en dichas actas de la FIFA se dice textualmente que la FEF que controlaba la zona republicana, y que hasta el 6 de noviembre de 1937 era la única reconocida por la FIFA, no organizó ninguna competición oficial de ámbito estatal durante la temporada 1936/37 con lo que se descarta que el torneo Copa España Libre lo sea.
Finalmente, el 25 de marzo de 2023 la RFEF reconoció la validez del título.

## Desarrollo

### Clasificación
|  |    | Equipos de fútbol | PJ | G | E | P | GF | GC | Dif | Pts |
|  | -- | ----------------- | -- | - | - | - | -- | -- | --- | --- |
|  | 1. | Levante FC        | 6  | 3 | 2 | 1 | 18 | 9  | +9  | 8   |
|  | 2. | Valencia FC       | 6  | 2 | 2 | 2 | 12 | 13 | -1  | 6   |
|  | 3. | CD Española       | 6  | 3 | 0 | 3 | 12 | 16 | -4  | 6   |
|  | 4. | Gerona FC         | 6  | 0 | 4 | 2 | 11 | 15 | -4  | 4   |

aEl RCD Español se cambió su nombre por Club Deportivo Español durante los años de la Segunda República Española
Pts = Puntos; PJ = Partidos Jugados; G = Partidos Ganados; E = Partidos Empatados; P = Partidos Perdidos; GF = Goles Anotados; GC = Goles Recibidos; Dif = Diferencia de gol

### Resultados
| Jornada 1; 6 de junio de 1937 | Levante FC | 2:2 | Gerona FC | Campo de Vallejo, Valencia |  |

| Jornada 1; 6 de junio de 1937 | CD Español | 0:2 | Valencia FC | Estadio de Sarriá, Barcelona |  |

| Jornada 2; 13 de junio de 1937 | CD Español | 6:3 | Gerona FC | Estadio de Sarriá, Barcelona |  |

| Jornada 2; 13 de junio de 1937 | Valencia FC | 0:4 | Levante FC | Estadio de Mestalla, Valencia |  |

| Jornada 3; 20 de junio de 1937 | Levante FC | 4:1 | CD Español | Campo de Vallejo, Valencia |  |

| Jornada 3; 20 de junio de 1937 | Gerona FC | 1:1 | Valencia FC | Camp de Vista Alegre, Gerona |  |

| Jornada 4; 27 de junio de 1937 | Valencia FC | 5:1 | CD Español | Estadio de Mestalla, Valencia |  |

| Jornada 4; 27 de junio de 1937 | Gerona FC | 2:2' | Levante FC | Camp de Vista Alegre, Gerona |  |

| Jornada 5; 4 de julio de 1937 | Levante FC | 5:2 | Valencia FC | Campo de Vallejo, Valencia |  |

| Jornada 5; 4 de julio de 1937 | Gerona FC | 1:2 | CD Español | Camp de Vista Alegre, Gerona |  |

| Jornada 6; 11 de julio de 1937 | CD Español | 2:1' | Levante FC | Estadio de Sarriá, Barcelona |  |

| Jornada 6; 15 de julio de 1937 | Valencia FC | 2:2' | Gerona FC | Estadio de Sarriá, Barcelona |  |

## Final
|            | POR        | Antolín           |  |
|            | DEF        | Manuel Alepuz     |  |
|            | DEF        | Juan Ramón        |  |
|            | MED        | Inocencio Bertolí |  |
|            | MED        | Carlos Iturraspe  |  |
|            | MED        | Arín Maguregui    |  |
|            | DEL        | Jaime Domenech    |  |
|            | DEL        | Severiano Goiburu |  |
|            | DEL        | José Vilanova     |  |
|            | DEL        | Amadeo Ibáñez     |  |
|            | DEL        | José Richart      |  |
| Entrenador | Entrenador | Andrés Balsa      |  |

|            | POR        | José Valero      |  |
|            | DEF        | Olivares         |  |
|            | DEF        | Calpe            |  |
|            | MED        | Agustín Dolz     |  |
|            | MED        | Andrés Calero    |  |
|            | MED        | Rubio            |  |
|            | DEL        | Puig II          |  |
|            | DEL        | Nieto            |  |
|            | DEL        | Vicente Martínez |  |
|            | DEL        | Gaspar Rubio     |  |
|            | DEL        | Fraisón          |  |
| Entrenador | Entrenador | Juan Puig        |  |

|  | 78' | Nieto | 0-1 |

| Árbitro:           | Manuel Menal |
| Árbitro asistente: | Castro       |
| Árbitro asistente: | Costabella   |
| Reporte            |              |

|            | POR        | Antolín           |  |
|            | DEF        | Manuel Alepuz     |  |
|            | DEF        | Juan Ramón        |  |
|            | MED        | Inocencio Bertolí |  |
|            | MED        | Carlos Iturraspe  |  |
|            | MED        | Arín Maguregui    |  |
|            | DEL        | Jaime Domenech    |  |
|            | DEL        | Severiano Goiburu |  |
|            | DEL        | José Vilanova     |  |
|            | DEL        | Amadeo Ibáñez     |  |
|            | DEL        | José Richart      |  |
| Entrenador | Entrenador | Andrés Balsa      |  |

|            | POR        | José Valero      |  |
|            | DEF        | Olivares         |  |
|            | DEF        | Calpe            |  |
|            | MED        | Agustín Dolz     |  |
|            | MED        | Andrés Calero    |  |
|            | MED        | Rubio            |  |
|            | DEL        | Puig II          |  |
|            | DEL        | Nieto            |  |
|            | DEL        | Vicente Martínez |  |
|            | DEL        | Gaspar Rubio     |  |
|            | DEL        | Fraisón          |  |
| Entrenador | Entrenador | Juan Puig        |  |

|  | 78' | Nieto | 0-1 |

| Árbitro:           | Manuel Menal |
| Árbitro asistente: | Castro       |
| Árbitro asistente: | Costabella   |
| Reporte            |              |

| Campeón                              |
| Levante Foot-ball Club Primer título |